# Erik Sjöqvist

Erik Sjöqvist

Erik Sjöqvist (geboren am 15. Juli 1903 in Ronneby; gestorben am 16. Juli 1975 in Stockholm) war ein schwedischer Klassischer Archäologe.
Erik Sjöqvist war der Sohn des Mediziners und Professors für Chemie und Pharmazie John August Sjöqvist (1863–1934) und studierte an der Universität Uppsala Klassische Archäologie bei Axel W. Persson. Unter der Leitung von Persson nahm er 1926 an den Ausgrabungen im argivischen Asine und in Dendra teil. Im Jahr 1927 gewann ihn Einar Gjerstad für die schwedischen Expeditionen auf Zypern, wo er bis 1931 an zahlreichen Ausgrabungen teilnahm und die Publikation der Grabungsergebnisse besorgte. Mit der Dissertation Problems of the Late Cypriote Bronze Age als Frucht seiner persönlichen Beschäftigung mit den Funden von Zypern wurde er 1940 an der Universität Uppsala promoviert.
Doch verließ er nach seiner Zeit auf Zypern zunächst den eigentlichen Bereich der Klassischen Archäologie und war von 1933 bis 1939 Bibliothekar der Königlichen Bibliothek zu Stockholm. Gleichwohl forschte er auch in dieser Zeit zu archäologischen Fragestellungen und wandte sich etwa mit dem Aufsatz Zur Zeitbestimmung der Helena- und Constantinssarkophage römischen Themen zu.
Nach seiner Promotion erhielt Sjöqvist 1940 die Lehrerlaubnis als Privatdozent für Klassische Archäologie und Alte Geschichte an der Universität Kopenhagen. Im selben Jahr wurde er zum Direktor des Svenska Institutet i Rom berufen, eine Stelle, die er bis 1948 innehatte. In den ersten Jahren dort widmete er sich unter anderem der antiken Topographie der Piazza del Collegio romano in Rom. Mit dem Literaturwissenschaftler Henrik Schück veröffentlichte er das zweibändige Rom. En vandring genom seklerna („Rom. Eine Wanderung durch die Jahrhunderte“).
Noch vor Ende des Zweiten Weltkriegs erkannte Sjöqvist die Notwendigkeit, für die ausländischen Wissenschaftler, die den Krieg in Rom verbrachten, eine zentrale Anlaufstelle einzurichten, zumal für die Zeit nach Kriegsende zu erwarten war, dass im Gefolge der alliierten Truppen zahlreiche ausländische Wissenschaftler nach Italien zurückkehrten. Bereits Ende 1944 wurden auf Betreiben vor allem auch Sjöqvists Vorbereitungen zur Gründung der Associazione Internazionale di Archeologia Classica getroffen, an denen italienische, amerikanische, englische, Schweizer und schwedische Archäologen beteiligt waren. Am 18. Dezember 1944 wurde Sjöqvist zum ersten Präsidenten der Vereinigung gewählt. Am 5. Mai 1945 wurde die Assoziation mit der Verabschiedung der Statuten und unter dem Mitwirken der weiteren ausländischen Institute der Niederlande, Belgiens und Rumäniens offiziell begründet. Bis 1948 blieb Sjöqvist ihr Präsident. 1946 gehörte er zu den Gründern und war bis 1948 auch der Erste Sekretär der Unione internazionale degli istituti di archeologia, storia e storia dell’arte, deren Ziel zunächst die Rettung und Betreuung der deutschen Bibliotheken in Italien – der Hertziana, des Deutschen Archäologischen Instituts, des Deutschen Historischen Instituts Rom und des Kunsthistorischen Instituts in Florenz – während der Nachkriegsjahre war. Im Jahr 1948 nahm ihn die Accademia Nazionale dei Lincei als ausländisches Mitglied auf.
Im Anschluss war Sjöqvist Gastprofessor an der Princeton University im akademischen Jahr 1948/49. Es folgten abermals zwei Jahre fern des wissenschaftlichen Betriebs, in denen er als Berater und Privatsekretär des Kronprinzen und späteren Königs Gustav VI. Adolf von Schweden, selbst Klassischer Archäologe, tätig war. 1951 folgte er dem Ruf auf den Lehrstuhl für Art and Archaeology an der Princeton University, eine Berufung, von der sich die Universität eine Wiederbelebung des archäologischen und altertumswissenschaftlichen Bereichs erhoffte. Auf Anregung Sjöqvists begann die Universität 1953, Vorbereitungen für die Ausgrabungen im sizilischen Morgantina zu treffen und von 1955 bis 1963 und noch einmal 1966/67 teilten sich Sjöqvist und Richard Stillwell, Howard Crosby Butler Memorial Professor für Archäologie in Princeton, die Grabungsleitung in Morgantina im jährlichen Wechsel. 1963 wurde Sjöqvist in die American Academy of Arts and Sciences gewählt. 1969 ging Sjöqvist in den Ruhestand. Die Publikation der Ausgrabungsergebnisse, die zumeist auch in seinem Namen veröffentlicht wurden, hat er nicht mehr erlebt.

## Publikationen (Auswahl)
Eine Bibliographie zu den Schriften Erik Sjöqvists bietet: John Rohnström: The Published Writings of Erik Sjöqvist. A Bibliography. In: Opuscula Romana. Band 9, 1973, S. 217–220.
- Problems of the Late Cypriote Bronze Age. Swedish Cyprus Expedition, Stockholm 1940.
- Reports on excavations in Cyprus. Überarbeitete Neuauflage der Swedish Cyprus Expedition, Finds and results of the excavations in Cyprus 1927–1931, Band 1 von 1934. Swedish Cyprus Expedition, Stockholm 1940.
- Sicily and the Greeks. Studies in the Interrelationship between the Indigenous Populations and the Greek Colonists. University of Michigan Press, Ann Arbor 1973.